# 林原めぐみのTokyo Boogie Night
『林原めぐみのTokyo Boogie Night』（はやしばらめぐみのとうきょうブギー・ナイト）は、TBSラジオで1992年（平成4年）4月11日から放送しているアニラジ番組。

## 概要
リスナーからのお便りとそれに対する林原のトーク、およびキングレコード（2016年1月31日まではスターチャイルドレーベル名義）の楽曲紹介を基本に進行する30分番組である。TBSラジオサイトの番組紹介欄では「声優界のトップを走り続ける林原めぐみ。ラジオの彼女は、どんな時もリスナーの味方。一度聴いたらハマリます。来週も絶対See You Again!」、TBSラジオフリーマガジン「TBSラジオプレス」の番組表では「カリスマ声優の本音トークと音楽をお送りします」とそれぞれ紹介されている。
番組開始当初は林原めぐみのフリートーク15分に加えて、関西で放送されていたラジオドラマ番組『熱血電波倶楽部』を関東でも放送するという目的で、両15分ずつを合わせた30分番組としてスタート、熱血電波倶楽部がドラマではなくトークとなる回は「30分丸々DJスペシャル」として林原のトークで進行。2000年2月にドラマパートが完全終了してからは現在の番組の形となっている。
声優がパーソナリティを務めるアニラジとしては、東海ラジオ『mamiのRADIかるコミュニケーション』や文化放送『ノン子とのび太のアニメスクランブル』、自身の『林原めぐみのHeartful Station』に次ぐ歴史のある番組であり、現在では放送年数が30年を越える長寿番組である。林原は2015年3月まで、ブログやTwitterでの情報発信を一切しておらず、ファンクラブも存在しないため、ファンにとっては林原の普段の出来事や新曲発表などの情報が得られる数少ない場となっていた。
お便りが紹介されたリスナーには「リスナーのしるし」として靴ひもが送られる。ゲストが番組に来た場合には、ゲストと林原の寄せ書きサイン色紙、キングレコード関連グッズが出されることが多い。TBSテレビのバレーボール応援グッズがプレゼントになったこともある。林原がプレゼント告知を忘れた場合でも、ゲストからのプレゼントは用意されている。
後述するように通算放送回数が100回を達成するごとに記念として公開録音イベントが行われる。この公開録音は林原が活動方針上、キングレコード主催の「KING SUPER LIVE 2015」（2015年6月開催）等の例外を除き、コンサート活動を行わない代わりとしてファンへの感謝の気持ちもこめて抽選による招待ではあるものの参加費無料で開催される。公開録音の模様およびそのライブパートは、林原のアルバムの初回特典として映像化されているものがある。アルバム『VINTAGE A』（TBN400回記念）、『feel well』（TBN500回記念）、『Plain』（TBN600回記念）、『CHOICE』（TBN900回記念）の各初回版特典DVDもしくはVHS（『Plain』のみCD）でそれぞれの模様を確認できるが、単品の映像作品としては販売されていない。しかし、2016年2月にスターチャイルドが第三クリエイティブ本部に統合されたことでこの活動方針が通らなくなったといい、2017年6月11日に「1300回突破記念公開録音」の会場である中野サンプラザにて公録後に初の単独ライブが開催された。なお、2020年以降は新型コロナウイルス感染症の世界的流行などによって公開放送を実施するのが困難になったこともあり、動画配信や特別番組などの別の形で記念イベントが行われるようになった。
番組は、スタジオ収録を含めてキングレコードもしくはTBSラジオ（特別番組のみ）が制作しているため、郵便物の宛先はキングレコードで、キングレコード「林原めぐみのTokyo Boogie Night」係で番組に届くようになっている。番組宛てで、林原にプレゼントを贈ることも可能である。
2015年5月9日に開催された「1200回突破記念公開録音」では、当選観覧者の約8割が聴くだけリスナーであることが判明。会場で林原が自らハガキの投稿を呼びかけ、それによってそれまで聴くだけリスナーだった聴取者もハガキを投稿するようになった。しかし、新規投稿者のハガキも採用されてはいるものの、その数は非常に少数であり、依然として常連投稿者のハガキが優先的に採用される傾向にあるため、この採用傾向には懐疑的な意見もある。1300回公録の際にも当選観覧者の約半数が葉書・メールを出したことのない「聴くだけリスナー」であることが判明している。一方で、1200回公録までの時点では「聴くだけリスナー」だったが僅か2年間の間にハガキが採用されやすくなる常連投稿者に転じた者も居る。

### テーマソング
オープニングテーマ
- 「Tokyo Boogie Night <New Recording>」のイントロ部分

エンディングテーマ
- 「Tokyo Boogie Night <New Recording>」（番組放送開始 - ）
- 「Tokyo Boogie Night [2002version]」（2002年頃 - ）
- 「Lucky & Happy」（2004年5月15・16日放送分のみ[注 7]）

挿入歌（CMフィラー）
- 「がんばって!」のサビの部分（1994年 - 2016年）
番組内のコマーシャルは2本ずつ3回（オープニング後・番組中盤・エンディング前）放送されるが、2016年9月まで放送していたネット局の中には2本目のコマーシャルの代わりにこの曲を使用したジングルが流れていたところもある。

「Tokyo Boogie Night」の原曲は、OVA『機動戦士SDガンダムMARK-III 宇宙の神秘・大作戦』のエンディングに使用されたもので、林原めぐみと本多知恵子によるデュエット曲であるが
当ラジオ番組に使用されているのは林原によるソロカバーとなとなる。
提供クレジットは番組開始当初より堀内賢雄によるものである。

### 挨拶
お決まりの挨拶として、番組冒頭では「みなさんこんばんは林原めぐみです。一週間のご無沙汰いかがお過ごしだったでしょうか？」、番組終了時に「来週も絶対See you again. おやすみバイバイ。」がある。

### 主な歴史
1991年（平成3年）
- 11月17日より、本番組の初期のコーナーでもあった『熱血電波倶楽部』の放送がラジオ関西で始まる（1995年3月26日放送分まで）。

1992年（平成4年）
- 4月11日より番組の放送が開始。TBSラジオ（関東ローカル）での放送で、番組テーマ曲「Tokyo Boogie Night」の歌詞同様に「午前2時」である土曜26:00からの放送であった。また同日より『熱血電波倶楽部』が東海ラジオでのネット開始。
- 8月1日、バルセロナオリンピックの中継放送のため、番組唯一の完全放送休止。

1993年（平成5年）
- 2月6日より、『熱血電波倶楽部』をネットしていた東海ラジオが当番組のネットに切り替え。これによりTBSラジオのみの関東ローカルからTBSラジオ・東海ラジオの2局ネットになる。

1994年（平成6年）
- 1月1日（第90回）より、「リスナーのしるし」としてノベルティの靴紐を採用者にプレゼント開始。
- 10月15日（第131回）より、TBSラジオでの放送時間が土曜日25:30に変更された。

1996年（平成8年）
- 4月13日（第209回）より、TBSラジオでの放送時間が土曜日25:00に変更された。
- 10月25日、JRN系『金曜UP'S』にて『林原めぐみのTokyo Boogie Night スペシャル』が2時間生放送された（スペシャル番組を参照）

1997年（平成9年）
- 4月13日（第261回）より、TBSラジオでの放送時間が日曜日23:00に変更された。

1998年（平成10年）
- 4月1日に行われた放送300回突破記念公開録音イベントのアンコール時に、突如ウエディングドレス姿で舞台に登場。イベント2日前の自身の誕生日に入籍したことを発表し、ファンを驚かせた。
- 4月12日（第313回）より、TBSラジオでの放送時間が日曜日24:00に変更された。

2000年（平成12年）
- 2月6日（第408回）に放送された『それいけ!宇宙戦艦ヤマモト★ヨーコ』を最後に熱血電波倶楽部のラジオドラマが終了。放送開始当初より、後半15分部分にラジオ番組『熱血電波倶楽部』のラジオドラマパート、また熱血電波倶楽部がドラマパートではなくDJパートを放送する際には引き続き林原のDJパート（30分まるまる林原DJスペシャル）を放送していたが、これ以降は毎回林原のDJパートになっている。

2001年（平成13年）
- 3月、TBSラジオゴールデンマイク賞を受賞[注 11][4]。
- 5月、TBSラジオナイスプレー賞を受賞。
- 10月1日、TBSラジオでは、冒頭に放送免許承継アナウンスが挿入され1分繰り下げ[注 12]。

2003年（平成15年）
- 10月26日（第599回 → 第600回）にて、後述するように過去に重複放送が在った旨を告知し、この回の放送を以って放送回数を599回から600回に修正する旨を番組内で発表。

2004年（平成16年）
- 6月13日 - 7月4日、林原が出産することに伴い、産休前にあらかじめ収録を行ったものを放送（後述）。
- 7月11日 - 8月1日、林原が産休中のため、日髙のり子が代理でパーソナリティーを務めた[注 13]。
- 8月8日、林原が産休から復帰。

2007年（平成19年）
- 5月21日、番組への投稿手段として、電子メールを一部解禁。

2011年（平成23年）
- 1月30日の放送をもってTBSラジオではAMステレオ放送を終了。
- 6月26日の放送で、放送回数1000回を達成。

2012年（平成24年）
- 10月21日のTBSラジオの放送において、冒頭で『今晩は 吉永小百合です』が誤って放送される放送事故が発生[5]。

2013年（平成25年）
- 5月26日の放送で、放送回数1100回を達成。

2014年（平成26年）
- 10月26日のTBSラジオの放送において、編成上の都合で通常より1時間繰り下げ。プロ野球中継の延長などの遅れを除き日曜枠に固定化されて以降初となった。

2015年（平成27年）
- 4月4日（第1197回）より、『林原めぐみのHeartful Station』の放送終了に伴う補完の目的でラジオ関西がネットを開始。
- 4月26日の放送で、放送回数1200回を達成。
- 12月1日よりTBSラジオにおいてFM補完放送（ワイドFM）開始。12月6日放送の「早口言葉への挑戦状」のネタもFM補完放送に関するものだった。

2016年（平成28年）
- 2月7日の放送より、キングレコードの組織変更により提供クレジットが「スターチャイルドレーベルでお馴染みの〜」から単にキングレコードになる。郵便物の宛て先も「キング・アミューズメント・クリエイティブ本部」宛に変更された。これによって、オープニングとエンディングにおける堀内賢雄による提供読みナレーションから「スターチャイルド」がアナウンスされなくなった。2016年3月6日放送分において、ハガキの宛先の記述が「KAC本部 めぐみのTBN」でもハガキが届くことが証明されている。
- 7月2日、林原めぐみ公式ブログにて、TBSラジオでの2016年の「第24回参議院議員通常選挙」の開票特番における番組休止措置として、7月10日放送分（ゲストは水樹奈々）を1週間遅れの7月17日の24:00からに、本来の7月17日放送分を4日後の7月21日の20:00からに、それぞれ日時変更することで対応することを発表[6][注 14]。原則選挙特番ではTBSラジオは放送休止・代替放送なしとなるため（#放送回数についてを参照）、この時の様に代替放送をすることは極めて稀な事例となった。
- 9月11日放送分（第1272回）にて、10月よりTBSラジオとラジオ関西の2局のみとなることが発表された。その補完としてWEB配信がスタートする旨が合わせて発表された。放送の翌週火曜日正午12:00に林原のアーティストサイト『MEGUMI HOUSE』と火曜日夕方に『ラジオ関西 アニたまどっとコム』のインターネットラジオ『別冊ラジ関』にてWEB配信され、パソコンの他、スマートフォンなどでも聴取可能となった。
- 10月1・2日放送分より、上記の通り2局のみでの放送となる。
- 10月4日、WEB配信スタート。
- 12月31日・1月1日放送分（第1288回）は、2局の放送日が年末年始を跨ぐため、初の2局別内容の放送となった[注 15][注 16]。ただし、これ以外にも放送局によって放送日が年末年始を跨いだ事例は数回存在するが、その際は大晦日向け・元日向けに放送内容を変えずに同一内容で放送を行った。

2017年（平成29年）
- 3月26日の放送で、放送回数1300回を達成。
- 10月22日放送分が「第48回衆議院議員総選挙」の開票特番により、TBSラジオは放送休止。ラジオ関西のWEB配信『別冊ラジ関』が終了し、『ニコニコ動画 アニたまどっとコムチャンネル』に移行された。
- 12月31日深夜のTBSラジオ放送分が大晦日特番による編成上の都合により通常より30分繰り下げ。編成都合による時間変更は2014年10月26日放送分以来、約3年2か月ぶり。

2018年（平成30年）
- TBSラジオの6月24日放送分がサッカー『ワールドカップ2018』の中継により、同週の6月29日20:30に振替。

2019年（平成31年・令和元年）
- 2月24日放送で、放送回数1400回達成。

2020年（令和2年）
- 新型コロナウイルス感染拡大に伴い、4月12日放送分から5月31日放送分まではスタジオ収録ではなく、林原の自宅にてテレワークの形で収録された音源が放送された。このような形式での収録・放送は番組史上初であり、テレワーク収録1週目の放送では番組冒頭のコーナーである「早口言葉の挑戦状」において成功・失敗の判定音が鳴らなかった（結果は成功）。2週目（4月19日放送分）以降は「早口言葉の挑戦状」の判定音が通常通り鳴っていた。
- 6月7日放送分よりスタジオ収録を再開。

2021年（令和3年）
- 1月24日放送で、放送回数1500回達成。

2022年（令和4年）
- 12月25日放送で、放送回数1600回達成。

2023年（令和5年）
- 12月31日深夜のTBSラジオ放送分が大晦日特番による編成上の都合により通常より1時間繰り下げ。編成都合による時間変更は2017年12月31日以来、6年ぶり。

2024年（令和6年）
- 10月27日は「第50回衆議院議員総選挙」の投開票日だったが、TBSラジオでは通常通り24:00から放送された。
- 11月24日・25日の放送で、放送回数1700回達成。
- 12月31日16:00 - 17:00に放送回数1700回突破記念の一環として生放送（TBSラジオ単独での制作・放送）。番組の生放送およびTBSラジオ制作は1996年10月25日に『金曜UP'S』の企画で制作・放送されて以来、28年2か月振りとなる。

### 聴取率について
明らかになっているものでは、同時間帯聴取率1位継続という長年の功績により2001年3月にゴールデンマイク賞、4月2週目の調査において単独首位となったことで同年5月にナイスプレー賞を受賞したことを番組内で公表している。また、2007年のインタビューでは「聴取率は変わっていない」と発言しており、同年12月の調査では主要民放局シェアにおいて調査対象となる男女12 - 69歳全体でニッポン放送と同率首位であった。

### 放送回数について
第1回放送から現在までの間にTBSラジオでの番組休止等の影響により、暦上の放送回数・実際の放送回数・番組内で告知する公式放送回数には若干のズレがある。
- TBSラジオのみだった1992年8月1日放送分はバルセロナオリンピック中継のため完全に休止となっている。これ以降はネット局が増えていずれかの局で必ず放送されているため、暦上の放送回数と実際の放送回数には1回分のズレが発生している。
- 放送500回達成の頃まではいずれかの局で放送があった場合には放送回数にカウントする方法を採用していたが、600回を迎える頃には番組内での放送回数の告知がTBSラジオを基準とする方法に変更されていた。600回以前までに「TBSラジオで休止・振替放送無し/ネット局では放送」という週が3度あるため、両者に3回分のズレが発生している。その後、TBSラジオでは何度も放送休止となっているがカウントはされていることから、ズレを残したまま以前のカウント方法に戻っている。
- 第599回放送（2003年10月26日放送分）の時、かつて1回分だけ放送回数が重複している旨を告知している。それは1997年10月19日放送分（第288回）のことで、前番組のプロ野球日本シリーズ『ヤクルトVS西武』戦中継延長によりTBSラジオは放送中止となった。しかし、他局では通常通り放送していたため、TBSラジオ以外では同じ内容を2度放送するという現象が生じた。林原はこのことについて重複放送分も1回としてカウントすることとし、この第599回目の放送を第600回目に修正する旨を番組内で発表した。この第288回放送は1997年11月2日27:00[注 17]から放送され、当時番組内で放送されていたラジオドラマの進行も第289回放送のものと順番が入れ替わる逆転放送となった。
- 放送日が選挙の投票日と重なった場合、各局では特番を編成するため時間変更や休止がある。1997年春改編から日曜日に移動をしたTBSラジオでは原則休止になることが多いため、上記のカウント回数でいくと、実際の放送回数と番組で発表されている放送回数とは数回程度ずれが生じていることになる。ただし、2018年以降はTBSラジオでも放送休止とならずに通常放送されることも多くなった。
- 後述する1996年10月25日（25:00 - 27:00）に放送されたスペシャル番組は放送回数にカウントされていない。

### ゲスト
本番組には、共演作などを通じて林原と交流がある声優・歌手が多くゲストに呼ばれる。その関係上、ゲストは林原と同年代の人物が多いが、旧スターチャイルドの関係者である場合は若年層のゲストが呼ばれることも多い。『林原めぐみのHeartful Station』が放送されていた時代は同番組にゲスト出演した人物が同じ週の本番組にゲスト出演することが大半であった。
ゲストは番組の冒頭に行なわれる看板コーナーでもある「早口言葉の挑戦状」に挑戦するが、ゲストの成功・失敗は色紙のプレゼント可否に影響しない。ゲストは基本的に前半パートのみの出演であり、30分フルで出演することは稀である。30分フル出演はどのような経緯で決まるのか不明。ゲストが後半パートから出演することもあるが、これは極めて稀な例であり、数えるほどしか事例が無い。ゲストについては基本的に事前告知するが、林原が告知を忘れる場合もあり告知なしで出演する事もある。また、ゲスト出演の予定が無くても急遽出演が決まる場合もある。稀に乱入が発生する場合もあるほか、急遽変更になる場合もある。番組初のゲストは大月俊倫だった（第5回放送）。
現在ではゲストの2週連続出演は稀であるが、初期は2週連続で出演するということがよくあり、番組初の2週連続ゲストは水谷優子だった（第9回放送・第10回放送）。2016年3月20日放送分にゲスト出演したのは「ハートフルステーション」でアシスタントいう形で共演していた保志総一朗であったため、「前半パートはゲスト、後半パートはアシスタント」という珍しい形式での30分フル出演となった。2015年には小学生時代から林原のファンであり「こども電話相談室」で「声優になりたい」と林原に相談をした洲崎綾がゲストで登場した。洲崎は自身のラジオ番組で、林原のリスナーであり、高校時代には深夜バスで初めて上京して公開録音に参加したりと、ヘビーリスナーであることを常に話しており、その番組を聴いていた番組リスナーから林原へのメールがきっかけとなり出演が決定したという珍しい出来事もあった。その後も林原は公開録音などの関係者席に洲崎を招待しているなど親交があるとされる。
2018年4月8日放送分では、たかはしごうが後半パートから出演した。たかはしは本来、出演予定はなく、収録中に林原によって番組に呼び込まれ急遽出演することになった。後半パートから出演するのは2016年1月3日放送分にゲスト出演した上坂すみれ以来、2年3か月ぶりである。

### その他
- 他のキングレコード提供番組で多く導入されている電子メール投稿は、林原本人が「ハガキの温もりを大切にしたい」[注 20]「コンピューターの文字よりも、手書きのほうがリスナーの喜怒哀楽の表情がわかりやすいので好み」[8]という意向で番組の開始時から長らく受け付けていなかった[注 21]。2007年5月21日放送分から「早口言葉の挑戦状」と「電波私物化コーナー」に限り、番組放送開始15年目で初めて受け付けるようになったが、その他のコーナーは引き続き郵送手段でのみ投稿を受け付けており、現在も実質的にはハガキ投稿中心の番組となっていたが、2011年2月6日放送分（第980回）からは「ゲストへのおたより」、「プレゼント応募」、「質問箱」も「MEGUMI HOUSE」の投稿フォームで受け付けることを番組内で発表した。
- TBSラジオ・HBCラジオ・ラジオ福島・北陸放送・ラジオ関西・中国放送・KBCラジオの7局では一つのCM枠に20秒のCMが2本流されるが、IBC岩手放送・東北放送・新潟放送・信越放送・静岡放送・東海ラジオ・KBS京都・山陽放送・南海放送・熊本放送の10局では、20秒のCM1本のみで他局で流されている残りの枠内において、林原の歌「がんばって!」がフィラーとして流されていた。
- AMステレオ放送を実施していた放送局では対応機種でステレオでの聴取が可能であったが[注 22]、岩手県においてはFMステレオ放送を実施しているFM岩手で放送されていたことがあり、同局のサービスエリア内でもステレオでの聴取が可能だった。なお、2024年の時点ではTBSラジオ・ラジオ関西はワイドFM・radikoを利用してステレオ聴取が可能であるほか、Web配信もステレオで配信を行っている。

## コーナー・企画

### 現在
早口言葉の挑戦状
リスナーが送ってきた早口言葉に林原（およびゲスト）が挑戦するコーナー。当コーナーは番組の冒頭に行われ、同じ早口言葉を3回繰り返すルールとなっている。ただし、長い早口言葉の場合は林原本人の判断で2回に短縮される場合がある。逆に、投稿者から回数指示が入って5回や10回といった回数を繰り返す場合も稀にある。初登場は1992年9月12日放送分（第22回）で、11月14日放送分（第31回）よりレギュラー化。現在は1回の放送で採用するのは1通のみだが、初期の頃は複数通を採用していた回も在る。オリジナル・引用は問わないが、引用の場合は引用元などを記入する必要がある。失敗すると「リスナーのしるし」と呼ばれる靴ひもに加えて林原のサイン色紙、成功の場合は靴ひもだけがリスナーに贈られる。他のコーナーは採用された場合は「リスナーのしるし」のみがプレゼントされるが、当コーナーは林原に早口言葉を失敗させることが条件となるものの、色紙を入手できる唯一のコーナーであるため、人気が高い。成功時は効果音でチューブラーベルと鐘、失敗時には爆発音が鳴っていたが、2011年4月10日放送分（第989回）からは成否の効果音が成功時は「ピポピポピポン」、失敗時は「ブー」と鳴るように変更された。公開録音の際は、投稿された早口言葉の中から3つを採用し、各内容を1回ずつ、もしくは3回続けて喋る。この時も採用した早口言葉の中に長い早口言葉が含まれている場合は1回ずつ計2回に短縮される。2011年3月20日放送分（第986回）は東北地方太平洋沖地震（東日本大震災）発生直後に収録された回であり、主に地震関連のトークとなったため休止。また、翌週の3月27日放送分（第987回）と翌々週の4月3日放送分（第988回）でも行われず、コーナー初の3週連続休止。当コーナーはレギュラー化して以降、休止した事例は何度かあるが、番組の冒頭で行われる看板コーナーでもあるため、休止すること自体が非常に珍しい。なお、ゲストが後半から登場する場合は2007年2月11日放送分を除き、挑戦していない。
普通のお便り
ノンジャンルの普通のお便りを紹介する番組のメインコーナー。
こんなんありますぅ
食べ物、地名、誤植記事などの珍しいものを林原に報告するコーナー。ネタを紹介せずに自身の告知をする場合もある。ゲストが出演している時や特別企画などで放送時間が取れない時は省略される。これまでに紹介されたものの中でも特筆される紹介例として、とある懸賞雑誌の当選者名一覧に「林原めぐみ」という人物の氏名が載っていた記事が紹介されたことがある。1995年10月14日放送分（第183回）よりレギュラー化。なお、このコーナーは紹介するものを林原に実見させる必要があるため、封書への同封や荷物扱いといった形で番組に郵送するしか方法がない。そのため、他のコーナーとは異なり、WEBサイトからは投稿することができない（2020年現在、写真・動画・音源等を添付して送信する機能が敷設されていないため）。
電波私物化クラブ
リスナーからの伝言板。両親、親戚、友人、恋人、配偶者、投稿者の子供、飼っている動物、愛用している品物、投稿者本人などへのメッセージが中心である。このコーナーは番組のエンディングで紹介されるため、時間が詰まっている場合は省略されるが、通常は1通程度紹介され、多い場合は2〜3通紹介されることもある。
過去にはこのコーナーで「リスナーの集い」が呼びかけられ、リスナー同士が交流を深める自主イベントが開催されたことがあったが、インターネットが普及し始めたころから、そのような呼びかけはされなくなった。
初登場は1992年5月2日放送分（第4回）であり、正式名称が付けられているコーナーとしては番組最古の現役コーナーである（普通のお便りはハガキを紹介するフリートークであり、正式名称ではない）。
夏休み恒例キーワードクイズ（8月限定）
放送1週につき1文字が発表され、全てを繋いで応募すると抽選でプレゼントが当たる。「夏休みにも自宅や帰省先でラジオを聴いてほしい」という思いもあり、大抵は4週に渡って発表される。原則として前週のキーワードは言わないが、一部のネット局が編成の都合で未放送だった地域があった場合は特例で前週のキーワードを合わせて発表したこともあった。現在はWEB配信・radikoによって1週間以内なら何度でも聴き直せる環境が整っているため、前週のキーワードを発表しないことがある。

### 過去
熱血電波倶楽部
ラジオドラマを放送するコーナー。『熱血電波倶楽部』の記事を参照。
春猫不思議うそよ
珍しい物事を紹介するコーナー。しかしながら、そのほとんどが嘘ネタ（リスナーが作った作り話）で、ハガキの最後は「うっそだけど」で締められる。中には、さも本当のように巧妙に書かれた嘘ネタや、その逆でまるで嘘のような本当の話が送られることもあった。なお、本当の話の最後は「ほんとぴょ〜ん」で締められる。また本当の話は後の「こんなんありますぅ」のコーナーの原型になり、同コーナーに発展する形で終了。
どこ行っちゃったんでしょうね
君のAnswer
おしえてHappyness

### 曲のリクエスト
本番組はコーナーごとにリスナーから送られるハガキ・メールを紹介するフリートークが主体であること、林原が自身や関係者の曲を積極的に放送していること、などから、リスナーが放送してほしい曲をリクエストする事例は少なく、番組にもリクエストを受け付ける専門のコーナーなどは無いため、林原も番組内で積極的にリクエストを募集することはほとんど無い。しかし、稀にリスナーから放送してほしい曲をリクエストされることがある。前述の理由から、以前はリスナーが曲のリクエストをすることは全くといっていいほど無かったが、2016年11月に紹介されたお便りで、あるリスナーが曲のリクエストをしたのを機に近年は頻度こそ少ないものの、曲のリクエストをするリスナーが増えてきている。リスナーが直接「●●を放送してほしい」と要望する場合が多いが、リクエストの意思が無くてもリスナーと曲の出会いのエピソードなど、具体的な曲名や経緯が文中に書いてある場合はお便りに記載された内容を察した林原の計らいでリクエストとして扱う場合がある。2020年4月18日・19日放送分は、新型コロナウイルス感染拡大による影響でテレワーク収録の体制が採られていることから、番組では普段の放送よりも多めに曲をかけることとし、そのために林原自身が曲のリクエストの募集を告知した。

## 林原の産休による休暇時の対応
2004年に林原が出産休暇に入った際の特別措置として、最初の4週間（6月13日 - 7月3日）はまとめ録りでリクエスト曲を中心とした放送を行い、その後の4週間（7月11日 - 8月1日）は日髙のり子が代理パーソナリティを務めた。

## 放送局

### 現在
2025年4月時点。放送局2局がFM補完放送とradiko.jpによるWEB配信を行っている。
| 放送地域        | 放送局                                    | 放送開始日     | 現在の放送時間                                  | 備考                           |
| --------------- | ----------------------------------------- | -------------- | ----------------------------------------------- | ------------------------------ |
| 関東広域圏      | TBSラジオ                                 | 1992年4月11日  | 日曜 24:00 - 24:30                              | 制作局                         |
| 兵庫県          | ラジオ関西                                | 2015年4月4日   | 土曜 23:00 - 23:30                              | radikoでは関西地区2府4県が対象 |
| 番組公式WEB配信 | MEGUMI HOUSE                              | 2016年10月4日  | 局放送後、最初の火曜 12:00に更新されてから1週間 |                                |
| 番組公式WEB配信 | ニコニコ動画 アニたまどっとコムチャンネル | 2017年10月31日 | 局放送後、最初の火曜 12:00に更新されてから1週間 |                                |

### 過去
放送開始順に記載。本番組は番組販売され、JRN・NRNなどのネットワークに関係なく放送され、FM局での放送実績もあった。
| 放送地域       | 放送局       | 放送開始日     | 放送終了日     | 過去の放送時間                                 | 備考       |
| -------------- | ------------ | -------------- | -------------- | ---------------------------------------------- | ---------- |
| 中京広域圏     | 東海ラジオ   | 1993年2月6日   | 2016年9月25日  | 日曜 23:30 - 24:00                             |            |
| 京都府・滋賀県 | KBS京都      | 1994年10月2日  | 2016年9月25日  | 日曜 22:30 - 23:00                             |            |
| 岩手県         | エフエム岩手 | 1994年11月13日 | 2001年3月28日  | 水曜 21:00 - 21:30                             | 唯一のFM局 |
| 愛媛県         | 南海放送     | 1995年1月1日   | 2016年9月24日  | 土曜 22:30 - 23:00                             |            |
| 熊本県         | 熊本放送     | 1995年1月1日   | 2016年9月24日  | 土曜 23:00 - 23:30                             |            |
| 北海道         | 北海道放送   | 1995年1月8日   | 2016年9月25日  | 日曜 24:00 - 24:30                             |            |
| 福岡県         | 九州朝日放送 | 1995年4月16日  | 2016年9月24日  | 土曜 24:00 - 24:30                             |            |
| 新潟県         | 新潟放送     | 1996年2月4日   | 2016年9月25日  | 日曜 23:00 - 23:30                             |            |
| 宮城県         | 東北放送     | 1996年4月7日   | 2016年9月25日  | 日曜 23:30 - 24:00                             |            |
| 広島県         | 中国放送     | 1996年10月6日  | 2016年9月25日  | 日曜 22:25 - 22:55                             |            |
| 石川県         | 北陸放送     | 1997年4月6日   | 2016年9月25日  | 日曜 22:30 - 23:00                             |            |
| 長野県         | 信越放送     | 1997年4月13日  | 2016年9月25日  | 日曜 23:00 - 23:30                             |            |
| 岩手県         | IBC岩手放送  | 2001年10月7日  | 2016年9月25日  | 日曜 23:30 - 24:00                             | [ 注 36 ]  |
| 岡山県         | 山陽放送     | 2002年9月28日  | 2016年9月25日  | 日曜 23:30 - 24:00                             |            |
| 静岡県         | 静岡放送     | 2002年10月6日  | 2016年9月25日  | 日曜 23:30 - 24:00                             |            |
| 福島県         | ラジオ福島   | 2014年10月5日  | 2016年9月25日  | 日曜 22:00 - 22:30                             |            |
| WEB配信        | 別冊ラジ関   | 2016年10月4日  | 2017年10月31日 | 局放送後、最初の火曜 夕方に更新されてから1週間 | [ 注 37 ]  |

## 公開録音

### 概要
兄弟番組である、『Heartful Station』と同様に、番組放送回が100回を刻むごとに、リスナーに対して感謝の意味も込めた記念として公開録音を催している。1400回記念までは公開イベントの形が採られていたが、1500回記念以降は新型コロナウイルスへの感染対策措置によりネット配信の形となっている。
番組タイトルに「Tokyo（東京）」 と地名が入っている関係上、1300回記念までは必ず東京都23区内に所在する多目的ホール及びライブハウスにて催しており、都外で開催された事例はなかった。しかし、1400回記念では『Heartful Station』の番組放送終了以降、公録史上初めてラジオ関西の放送エリアである兵庫県神戸市にて、都外開催となった。
イベント構成は、前半に番組収録のトークパートとイベントオンリーパート、そして後半は1300回迄は林原本人が活動方針として音楽ライブ活動を催さないことを定めていることもあり、唯一のライブパートに分かれている。1400回以降は、ライブパートが構成されず、1500回以後は後述のリストの備考に記してある通りインターネット配信のみのため同様の措置が取られている。
会場として採用された施設は2024年10月現在において開催当時のまま残っている建物は存在しない（ライブ会場としての体をなしていない神戸ハーバーランドおよびTBS放送センターを除く）。開催当時のままの名称として現存しているのは、先述の神戸ハーバーランド・TBS放送センターを除くと400回記念の会場となった杉並公会堂のみである。

### イベントリスト
| 記念回 | 開催場所                                                 | 開催年月日     | 備考                          |
| ------ | -------------------------------------------------------- | -------------- | ----------------------------- |
| 100    | 豊島公会堂                                               | 1994年3月30日  | [ 注 39 ]                     |
| 200    | 豊島公会堂                                               | 1996年4月7日   |                               |
| 300    | 豊島公会堂                                               | 1998年4月1日   |                               |
| 400    | 杉並公会堂                                               | 2000年4月2日   |                               |
| 500    | ゆうぽうと簡易保険ホール                                 | 2002年1月27日  |                               |
| 600    | 新木場スタジオコースト                                   | 2004年3月27日  | [ 注 40 ]                     |
| 700    | 九段会館                                                 | 2006年4月30日  |                               |
| 800    | メルパルクホール東京                                     | 2007年11月3日  |                               |
| 900    | 東京厚生年金会館                                         | 2009年10月4日  | [ 注 41 ] [ 10 ] [ 11 ]       |
| 1000   | 中野サンプラザ                                           | 2011年6月11日  | [ 注 42 ] [ 12 ] [ 注 4 ]     |
| 1100   | 中野サンプラザ                                           | 2013年6月2日   | [ 注 43 ]                     |
| 1200   | 中野サンプラザ                                           | 2015年5月9日   |                               |
| 1300   | 中野サンプラザ                                           | 2017年6月11日  | [ 注 44 ]                     |
| 1400   | 神戸ハーバーランド スペースシアター                      | 2019年5月12日  | [ 注 45 ] [ 注 46 ] [ 注 47 ] |
| 1500   | 中野サンプラザ （館内15階 小宴会場「フォレスト」ルーム） | 2021年1月31日  | [ 注 48 ]                     |
| 1600   | 中野サンプラザ （館内15階 小宴会場「フォレスト」ルーム） | 2022年12月17日 | [ 注 48 ]                     |
| 1700   | TBS放送センター （TBSラジオ）                            | 2024年12月31日 | [ 注 49 ] [ 注 50 ]           |

- 公開録音への参加は1300回記念の時までは往復はがきのみで受け付けており、当落結果の確認はキングレコードから返信される返信面で行われていた。
- 600回記念の時は郵便事故が同時多発的に発生し、当落結果や応募葉書が番組宛てに無事に届いているかどうかの問い合わせが相次いだ。大月から宿利に交代して間もない時期であり、応募者からの問い合わせには宿利が直接電話対応して状況や詳細を説明することもあった。
- 2011年6月11日に放送1000回記念公開録音が実施されたが、会場では先の東日本大震災の義援のために献血や募金が実施されており、募金へのお礼という形で、あらいずみるいによる書き下ろしリナ=インバース色紙・貞本義行による書き下ろし綾波レイ色紙・アルバム『VINTAGE White』仕様オリジナルデザイン色紙それぞれに林原めぐみの直筆サインを加えた色紙（1回1,000円以上の募金につき1枚）がおよそ1200枚ずつ計3600枚手渡された。通常の募金と合わせ、この日1日で408万8586円が集まったという。献血コーナーの方では一般的な献血に参加した時と同様に菓子や飲料などが配られたほか、公開録音用の粗品として林原のブロマイドが献血参加者に配られた。東日本大震災がきっかけとなり、1000回記念以降では必ず献血コーナーが設けられるようになった[注 51]が、色紙募金は1000回記念の時のみである。
- 通常は林原がファンに色紙を贈る側であるが、放送1000回突破記念のお祝いとして、逆にファンからの寄せ書きサイン色紙という形で林原に色紙を贈った者もいた。
- 2016年には熊本地震が発生したが、公録が行われない年に発生した地震であったためか、1300回記念の際に色紙募金が実施されることは無かった[注 52]。
- 1400回記念の時は通常のイベント用ホールではなく、商業施設の一角を間借りする形で開催されたため、入居施設や一般の利用者に与える影響を考慮し、それまでの恒例だったライブパートが行なわれず、代わりに神戸ということもあってゲストを呼んでのトークパートが行なわれた。公録会場にゲストを呼んだのはこの時が史上初だった。また、この翌回となる1500回記念以降は感染症対策などの諸般の事情を考慮してインターネット経由の開催となっているため、現在までにおける最後の公開開催回となっている。
- 1500回記念の時は新型コロナウイルス感染症が世界的に大流行している最中での開催時期となったため、感染対策として観衆を入れての公開開催を中止し、YouTubeを使用した初のオンライン形式で実施した。運営スタッフも初の試みであったことから機材トラブルで配線の接続などがうまくいかず、数分遅れての開催となった。また、非公開のイベントだったため、事前に配信場所をアナウンスしていなかったがオンラインイベント終了後に林原のブログにて中野サンプラザの小宴会場『フォレスト』で実施していたことを明かしている。
- 1600回記念の時も新型コロナウイルス感染症が終息をみなかったため、1500回記念に続いて公開開催の実施を中止し、オンライン形式での開催となった。
- 1700回記念は2024年11月16日・17日の放送（1699回目）で1700回記念のイベントは従来とは違った形で実施することと、これに伴って11月23日・24日の1700回目の放送は通常通りの進行となることをアナウンスした。翌週11月23日・24日の1700回目の放送で、1700回記念イベントとして12月31日にTBSラジオで生放送特番を行うことを発表。形式としてはラジオの生放送に加え、YouTubeの同時配信（放送中のスタジオの映像付き）を以って行われた。100回記念～1600回記念は後日放送される「公開録音」として開催されたが、1700回記念は「生放送特番」であるため、録音の形態で開催されていない唯一の記念回。

## スペシャル番組
- 1996年10月25日（25:00 - 27:00）に、『金曜UP'S』（TBSラジオ、北海道放送、山陽放送、RKB毎日放送、琉球放送）にて『林原めぐみのTokyo Boogie Night スペシャル』が2時間生放送された。ゲストとして矢尾一樹、平松晶子、井上和彦らが登場。このスペシャル番組はTBSが『UP'S』の番組内特別企画として制作・放送されたものであり、通常の『林原めぐみのTokyo Boogie Night』としては放送していないため、放送回数にはカウントされていない。なお、この時のTBSとの縁故により『UP'S』では後に『林原めぐみのHeartful Station』を1997年4月から1998年9月までの1年半ほどの間、前半は『Heartful Station』と、後半は奥井雅美『まっくんのE.B.（エーベー）Club』が放送された。放送曜日はスペシャル番組放送時と同じく金曜日であった。
- 2012年3月31日 - 4月1日開催のアニメ コンテンツ エキスポにて、スターチャイルドはブースでの様子や特別プログラムなど配信する「スタ生」を動画サイト・ニコニコ動画で33時間配信された。そのプログラムのひとつとして、『林原めぐみのHeartful Station』との特別横断ラジオ番組である『幕張DESSE Heartful Night』が事前収録風景の映像と併せて3月31日（20:00 - 21:00）に配信された[14]。本番組からは「早口言葉の挑戦状」「こんなんありますぅ」「電波私物化クラブ」のコーナーが行われた。

## 『林原めぐみのHeartful Station』との関係
『林原めぐみのHeartful Station』は、本番組と同様にキングレコードが制作しており、同一会社による制作で同一のパーソナリティが担当するラジオ番組が2015年までの23年間、2つ放送される形となっていた。これは、1991年にHeartful Stationが、神奈川県域局であるアール・エフ・ラジオ日本でスタートしたものの、数か月後に当時の同局の方針で打ち切りとなった。その後、兵庫県域局のラジオ関西に移して放送を再開し、翌1992年に関東広域圏における番組としてTBSラジオで本番組を開始した経緯があったためである。
両番組には、同時期に林原関連の情報の告知がされることや、同じゲストの登場、通算放送回数が100回を越えるごとに公開録音イベントを行うという共通点があった。しかし、林原のトークとラジオドラマで構成する番組として始まり、ラジオドラマの無くなった2000年以降はリスナーのお便りを読んで林原がトークを展開する時間が番組を占める本番組に対して、Heartful Stationではテーマが定められた多数のコーナーがあるほか、アシスタント（保志総一朗）やコーナーパーソナリティ（セガ社員の竹崎忠）が出演するため、番組の雰囲気はある程度差別化されていた。
全国的に見ると両番組が互いに放送エリアを補完するような関係になっていた。また、中京・京阪神・福岡県のように放送エリア内の複数局で両番組を放送している一方で、北海道・岩手県のように同一局が両番組を放送している場合もあった。関東では1997年4月11日から1998年9月にかけて、前述の『金曜UP'S』（TBSラジオ、北海道放送、RKB毎日放送、琉球放送）でHeartful Stationを放送していたことがあった。『UP'S』枠の終了後もTBSラジオ以外の3局は放送時間を変更してHeartful Stationの番組ネットを続けていた。
そのHeartful Stationも2015年3月28日（幹事局であるラジオ関西の場合）をもって放送終了。ラジオ関西ではHeartful Station終了に伴う補完の目的で、翌週から本番組のネットを開始した。